# Disperis mildbraedii
Disperis mildbraedii là một loài thực vật có hoa trong họ Lan. Loài này được Schltr. ex Summerh. mô tả khoa học đầu tiên năm 1933.